# DEAD OR ALIVE 犯罪者
『DEAD OR ALIVE 犯罪者』（デッドオアアライブはんざいしゃ）は1999年に三池崇史監督、哀川翔、竹内力、主演で制作された日本映画。刑事と中国残留孤児3世との戦いを描いたバイオレンス・アクション。衝撃的なラストシーンで話題になった。R-15指定。
キャッチコピー「フツーに生きたいなら、このクライマックスは知らない方がいい。」

## ストーリー
歌舞伎町で一般人をも巻き込む中国マフィアとヤクザの抗争が発生。そして現金輸送車が謎の組織に襲撃され、金を強奪されるという事件も発生する。二つの事件に何か共通するものを感じた刑事、城島は徹底的に捜査を始める。やがて捜査線上に一人の男が浮かび上がってきた。中国残留孤児3世の龍である。ある日、城島の部下、井上が龍のグループと銃撃戦の末、龍の弟を射殺して殉職。復讐心に燃える龍は自分らを追う城島の妻と娘を本人の目の前で自動車ごと爆破し、殺してしまう。家族を失った城島もまた、復讐に奔走する。彼は警察を辞め、龍たちの元へ自ら向かってゆくのだった。城島と龍の死闘はありとあらゆる全てを覆して驚天動地の結末を迎えることになる。

## キャスト
- 城島猛：哀川翔
- 城島夕子：杉田かおる
- 城島ミナ：倉沢桃子
- 青木誠：石橋蓮司
- 佐竹誠二：小沢仁志
- 陳：鶴見辰吾
- 田中修：ダンカン
- 奥山：本田博太郎
- 井上明：寺島進
- ヤン：大杉漣
- マリコ：甲賀瑞穂
- 警察署長：平泉成
- 龍一の幼なじみ：田口トモロヲ
- 星山仁：山口祥行
- 本上冬二：柏谷みちすけ
- 桜井：塩田時敏
- 松島等：やべきょうすけ
- 踊る謎の男：一輝（現：北村一輝）
- 本上龍一：竹内力

## スタッフ
- 監督：三池崇史
- 製作：黒澤満、土川勉
- プロデューサー：小野克己、岡田真、木村俊樹
- 企画：武内健、藤井瑛市、RIKIプロジェクト
- 脚本：龍一朗
- 撮影：山本英夫
- 照明：高屋斉
- 録音：沼田和夫
- 音響効果：柴崎憲治
- 美術：石毛朗
- 編集：島村泰司
- 音楽：遠藤浩二
- アクション監督：辻井啓伺
- ラインプロデューサー：南雅史
- 制作協力：エクセレントフィルム
- 製作：大映・東映ビデオ

## シリーズ
いずれも監督は三池崇史、主演は哀川翔と竹内力だが、ストーリーのつながりや設定は別物となっている。 
- DEAD OR ALIVE 2 逃亡者
- DEAD OR ALIVE FINAL